# Winds of Plague
Winds of Plague – amerykańska grupa deathcore'owa z Upland.
Początkowo zespół nosił nazwę "Bleak December", lecz członkowie postanowili ją zmienić na Winds of Plague w kwietniu roku 2005. Nazwa pochodzi z tekstu do utworu Endless grupy Unearth, który znajduje się na ich minialbumie noszącym również tytuł Endless. Swój niepowtarzalny styl gry zawdzięczają połączeniu elementów deathcore'u oraz metalu symfonicznego z domieszką blackened death metalu.

## Muzycy
| Obecny skład zespołu - Johnny Plague – wokal prowadzący (od 2002) - Art Cruz – perkusja (2008–2012, od 2015) - Alana Potocnik – instrumenty klawiszowe (od 2009) - Davey Oberlin – gitara (od 2015) - Michael Montoya – gitara (od 2015) - Justin Bock – gitara basowa (od 2015) Muzycy koncertowi - Lisa Marx – instrumenty klawiszowe (2009) - Mike Milford – wokal prowadzący (2014) - Riley Tyler – gitara (2013-2014) |  | Byli członkowie zespołu - Nick Eash – gitara (2002–2014) - Nick Piunno – gitara (2002–2014) - Corey Fine – perkusja (2002–2005) - Raffi – perkusja (2002–2003) - Brandon Pitcher – instrumenty klawiszowe (2002–2003) - Josh Blackburn – gitara (2002) - Paul Salem – gitara basowa (2003) - Jeff Tenney – perkusja (2004–2008) - Chris Cooke – instrumenty klawiszowe (2004–2006) - Kevin Grant – gitara basowa (2004–2005) - Andrew Glover – gitara basowa (2006–2014) - Matt Feinman – instrumenty klawiszowe (2007–2008) - Kristen Randall – instrumenty klawiszowe, wokal wspierający (2008–2009) - Brandon Galindo – perkusja (2012–2014) |

## Dyskografia
| A Cold Day in Hell                      | - Data: 27 czerwca 2005 - Wydawca: Recorse Records            | —   |                   |
| Decimate the Weak                       | - Data: 8 lutego 2008 - Wydawca: Century Media Records        | —   |                   |
| The Great Stone War                     | - Data: 29 sierpnia 2009 - Wydawca: Century Media Records     | 72  | - USA: 12,7 tys.+ |
| Against the World                       | - Data: 19 kwietnia 2011 - Wydawca: Century Media Records     | 60  | - USA: 8,7 tys.+  |
| Resistance                              | - Data: 29 października 2013 - Wydawca: Century Media Records | 165 | - USA: 2,7 tys.+  |
| "—" oznacza, że album nie był notowany. |                                                               |     |                   |

## Teledyski
| Tytuł                         | Rok  | Reżyseria                     | Album             | Źródło |
| ----------------------------- | ---- | ----------------------------- | ----------------- | ------ |
| "The Impaler"                 | 2008 | Jake Avignone, Tony T. Ushino | Decimate The Weak | [ 15 ] |
| "Drop The Match"              | 2011 | Shan Dan                      | Against The World | [ 15 ] |
| "California"                  | 2011 | Shan Dan                      | Against The World | [ 15 ] |
| "Refined In The Fire"         | 2011 | Knotts Scary Farm             | Against The World | [ 16 ] |
| "Open The Gates Of Hell"      | 2013 | Shan Dan                      | Resistance        | [ 17 ] |
| "Say Hello To The Undertaker" | 2013 | Shan Dan                      | Resistance        | [ 18 ] |
| "Left For Dead"               | 2014 | Winds Of Plague               | Resistance        | [ 19 ] |